# Stadio Natale Palli
Stadio Natale Palli je fotbalový stadion v italském městě Casale Monferrato, v regionu Piemont. Stadion je pojmenován po místním občanovi a italského letectví Nataleho Pallio. Stadion je domovem místního fotbalového klubu FC Casale ASD.

## Historie
Stadion se začal stavit v roce 1919 ještě pod názvem Stadio Furnasetta, jenže 24. dubna 1919 byl přejmenován po zesnulém Natale Pallim. Slavnostně byl otevřen na začátku sezóny 1921/1922. V roce 1985 byla poslední menší rekonstrukce a její kapacita byla ustálena na 5 600 diváků.
Rekord návštěvnosti byl v sezoně 1973/74, když na utkání dorazilo 9 048 platících diváků.